# بلمونت، گرنادا
بلمونت، گرنادا (به لاتین: Belmont) یک منطقهٔ مسکونی در گرنادا است که در Saint George Parish, Grenada واقع شده‌است. بلمونت  ۱۰۱ متر بالاتر از سطح دریا واقع شده‌است.